# Борисов, Егор Афанасьевич
Его́р Афана́сьевич Борисов (якут. Охонооһой уола Барыыһап Дьөгүөр; род. 15 августа 1954, с. Чурапча, Чурапчинский улус, Якутская АССР, РСФСР, СССР) — советский и российский государственный и политический деятель. Сенатор Российской Федерации в Совете Федерации России — представитель от исполнительной власти Республики Саха (Якутия) (с 28 сентября 2018). Заместитель председателя Комитета Совета Федерации по аграрно-продовольственной политике и природопользованию.
Председатель правительства Республики Саха (Якутия) с 6 февраля 2003 по 18 июня 2010. Президент Республики Саха (Якутия) с 17 июня 2010 по 24 апреля 2014 (врио 31 мая — 17 июня 2010). Глава Республики Саха (Якутия) с 27 сентября 2014 по 28 мая 2018 (врио 24 апреля — 27 сентября 2014).
Из-за поддержки нарушения территориальной целостности Украины во время российско-украинской войны находится под персональными международными санкциями Евросоюза, США, Великобритании и ряда других стран.

## Биография
Родился 15 августа 1954 года в селе Чурапча Якутской АССР. Окончил Чурапчинскую среднюю общеобразовательную школу им. Семена Андреевича Новгородова, классным руководителем был народный писатель Якутии Василий Семенович Яковлев. В период с 1971 по 1974 годы работал слесарем-ремонтником Чурапчинского районного объединения «Сельхозтехника», в 1979 году окончил Новосибирский сельскохозяйственный институт по специальности «инженер-механик».
После окончания обучения начал работать механиком в родном районе и вырос до должности второго секретаря райкома КПСС и председателя районного совета народных депутатов.
Политическую деятельность начал в советское время, в 1991 году стал заместителем министра сельского хозяйства республики, а в 1998 году — министром.
В 2000 году был переведён на должность директора Якутского НИИ сельского хозяйства. В 2002 году Борисов руководил избирательной кампанией Вячеслава Штырова, с чем связывают его назначение главой якутского правительства.
В 2004 году Борисов стал героем ряда статей журналистки Юлии Пелеховой, обвинявшей политика в махинациях с векселями. В итоге Пелехова была арестована по делу о вымогательстве и получила длительный срок. Пресса предполагала заинтересованность Борисова в устранении журналистки.
С 2007 года является членом партии «Единая Россия».

## Глава Якутии
31 мая 2010 года Президент России Дмитрий Медведев подписал указ о досрочном прекращении полномочий Президента Республики Саха (Якутия) Вячеслава Штырова. Для многих жителей Якутии уход Штырова стал полной неожиданностью. В пресс-службе Президента и Правительства Республики Саха (Якутия) не раскрыли причины столь неожиданной отставки, лишь сообщили: «Вячеслав Штыров ушёл по собственному желанию. У его досрочного ухода есть личные мотивы, о которых мы не можем говорить официально».
Исполняющим обязанности главы республики был назначен Егор Борисов.
17 июня 2010 года Государственное Собрание (Ил Тумэн) Республики Саха (Якутия) утвердило Егора Борисова на посту Президента Республики. За кандидатуру Борисова проголосовал 61 депутат из 68 присутствовавших на пленарном заседании, против было подано два голоса, ещё пять депутатов воздержались.
С 18 декабря 2010 по 5 июля 2011 и с 6 апреля по 22 ноября 2016 — член президиума Государственного совета Российской Федерации.
На посту президента Борисов провёл реорганизацию регионального правительства.
С 24 апреля 2014 года назначен временно исполняющим обязанности Главы Республики Саха (Якутия) до вступления в должность лица, избранного Главой Республики Саха (Якутия).
14 сентября 2014 года на выборах избран Главой Республики, набрав более 58 процентов голосов избирателей. 27 сентября вступил в должность Главы Республики Саха (Якутия) сроком на 5 лет.
В феврале 2018 года в национальном рейтинге губернаторов Егор Борисов занял 83-е место — третье с конца списка. Портал Якутск.ru связывает это с целым рядом причин: непомерными расходами на пиар, срывом сроков расселения аварийного жилья, ростом тарифов ЖКХ, дефицитом бюджета.
Резонансный скандал в аэропорту Шереметьево и последовавшая за ним реакция главы республики лишь усугубила его имиджевые потери. По версии Борисова, 19 февраля 2018 года сотрудники аэропорта не передали ему посадочных талонов, что привело к конфликту при его попытке проникнуть в самолёт. Лишь впоследствии талоны были с извинениями предоставлены. Появление на «Первом канале» видеозаписи, на которой видно, что проездные документы изначально передаются помощнику Борисова, полностью дезавуировали слова главы Якутии. Сообщается, что он вел себя неподобающим образом на борту рейсового самолёта из Москвы в Якутск, не подчинился законным требованиям экипажа воздушного судна соблюдать Федеральные авиационные правила поведения пассажиров, неуважительно и агрессивно относился к членам экипажа, совершал действия, унижающие честь и достоинство членов экипажа.
28 мая 2018 года Егор Борисов подал в отставку с поста главы Якутии. Отставка принята Президентом России.

## Член (сенатор) Совета Федерации
28 сентября 2018 года наделён полномочиями члена (сенатора) Совета Федерации Федерального Собрания Российской Федерации от исполнительного органа государственной власти Республики Саха (Якутия).

## Семья
Женат на Прасковье Петровне Борисовой (девичья фамилия — Черкашина) с 1977 года, имеет двух взрослых дочерей Алёну и Сардану, внуков.

## Награды
- Орден «За заслуги перед Отечеством» IV степени (23 июня 2014) — за достигнутые трудовые успехи, значительный вклад в социально-экономическое развитие Российской Федерации, реализацию внешнеполитического курса Российской Федерации, заслуги в гуманитарной сфере, укреплении законности, защите прав и интересов граждан, многолетнюю добросовестную работу и активную законотворческую деятельность[24]
- Орден Дружбы (2007)
- медаль «За пропаганду спасательного дела» (МЧС России, 2016)[25]
- Почётный гражданин Республики Саха (Якутия) (7 июня 2018) — за заслуги в области государственного строительства, значимы вклад в социально-экономическое развитие Республики Саха (Якутия) и многолетнюю плодотворную общественно-политическую деятельность
- Заслуженный работник народного хозяйства Республики Саха (Якутия)
- Почётный железнодорожный строитель
- Мастер связи
- Почётный донор России
- Почётный знак «За заслуги в развитии физической культуры и спорта» (30 октября 2013) — за большой личный вклад в развитие физической культуры и спорта в Российской Федерации, пропаганду здорового образа жизни и в связи с 90-летием со дня образования федерального (государственного) и территориальных органов исполнительной власти в сфере физической культуры и спорта[26]
- Орден святого равноапостольного великого князя Владимира I степени (2010)[27]

## Учёная степень
- Доктор экономических наук